# Dzmitryj Vajtsisjkin
Dzmitryj Vajtsisjkin (belarusiska: Дзмітрый Вайцішкін), född 1985, i Gomel i Vitryska SSR i Sovjetunionen (nu Homel i Belarus), är en belarusisk kanotist.
Han tog bland annat VM-guld i C-4 1000 meter i samband med sprintvärldsmästerskapen i kanotsport 2011 i Szeged.